# 一硅化铬
一硅化铬是一种无机化合物，化学式为CrSi，它是铬的硅化物之一。它可以在铬和氮化硅的高温反应中生成，该反应也会生成其它硅化铬。它的硅元素2p轨道的X射线光电子能谱（XPS）峰位于99.1 eV，比硅单质低0.3 eV。